# 7724 Moroso
7724 Moroso là một tiểu hành tinh vành đai chính với chu kỳ quỹ đạo là 1239.1152332 ngày (3.39 năm).
Nó được phát hiện ngày 24 tháng 7 năm 1970.